# Ковтаюча акула короткоплавцева
Ковтаюча акула короткоплавцева (Centrophorus moluccensis) — акула з роду Ковтаюча акула родини Ковтаючі акули. Інша назва «молуккська ковтаюча акула».

## Опис
Загальна довжина досягає 98 см. Голова подовжена. Морда помірно довга, параболічної форми. Очі мигдалеподібні. Рот відносно невеликий. Тулуб щільний, веретеноподібний. Шкіряні зубчики широкі, квадратні або ромбічні, розташовані щільно. Шкіра шорстка на дотик. Грудні плавці мають кутові кінчики. Має 2 спинних плавці з великими шипами. Передній плавець широкий та помірно високий. Задній плавець невеликий, удвічі нижчі за передній. Хвостовий плавець з сильно увігнутою задньою крайкою. Нижня лопать хвоста чітко виражена, проте менш виражена ніж нижня лопать. Анальний плавець відсутній.
Забарвлення спини сіро-коричневе. Очі зеленого кольору. Черево світліше за спину. У молодих особин плавці темні.

## Спосіб життя
Тримається на глибинах від 125 до 820 м, переважно 300—500 м. Активна акула. Це бентофаг. Живиться невеликою костистою рибою, дрібними акулами, головоногими молюсками, креветками.
Статева зрілість у самців настає при розмірі 70-73 см, самиць — 88 см. Це яйцеживородна акула. Самиця народжує зазвичай 2 дитинча завдовжки 31-37 см. Має невелику репродуктивність, подвоєння популяції відбувається через 14 років.
Використовується для виробництва рибного борошна, рибного жиру, сквалену з печінки, застосовується в косметиці та фармакології.
Тривалість життя сягає 46 років.

## Розповсюдження
Мешкає у південних водах Японії, островів Рюкю, біля узбережжя Тайваню, Філіппін, Молуккських островів, східної Австралії, островів Нова Каледонія, Нові Гебриди, ПАР, Мозамбіку. Окремі невеликі ареали є біля північно-західної та західної Австралії.